# Dendronephthya investigata
Dendronephthya investigata är en korallart som beskrevs av Tixier-Durivault och Prevor 1962. Dendronephthya investigata ingår i släktet Dendronephthya och familjen Nephtheidae. Inga underarter finns listade i Catalogue of Life.